# Самадло
Самадло (груз. სამადლო, до 2010 года — Шуа-Хараба) — село в Грузии, на территории Цалкского муниципалитета края (мхаре) Квемо-Картли.

## География
Село находится в юго-восточной части Грузии, к северо-востоку от Цалкинского водохранилища, на расстоянии приблизительно 5 километров (по прямой) к северу от города Цалка, административного центра муниципалитета. Абсолютная высота — 1574 метра над уровнем моря.

## Население
По результатам официальной переписи населения 2014 года в Самадло проживало 82 человека (47 мужчин и 35 женщин). В национальной структуре населения грузины составляли 84,1 %, азербайджанцы — 9,8 %.
| Год  | Население, человек |
| ---- | ------------------ |
| 2002 | 54                 |
| 2014 | ↗ 82               |